# IC 3911/2
IC 3911/2 је елиптична галаксија у сазвијежђу Ловачки пси која се налази на листи објеката дубоког неба у Индекс каталогу.
Деклинација објекта је + 35° 38' 20" а ректасцензија 12h 56m 9,6s. Привидна величина (магнитуда) објекта IC 3911 износи 16,0 а фотографска магнитуда 17,0.